# Autoportrait (Bernard, Roubaix)
Pour les articles homonymes, voir Autoportrait (homonymie).
Autoportrait est un tableau du peintre français Émile Bernard réalisé en 1897. Cette huile sur toile est un autoportrait qui a été redimensionné. Dominé par des teintes bleues, il représente l'artiste en buste, une écharpe rouge autour du cou, tandis qu'un encadrement apparaît dans le coin supérieur droit de la composition. Don de Lorédana Harscoët-Maire en 2014, cette œuvre est conservée à La Piscine de Roubaix, dans le Nord.

D'autres autoportraits d'Émile Bernard
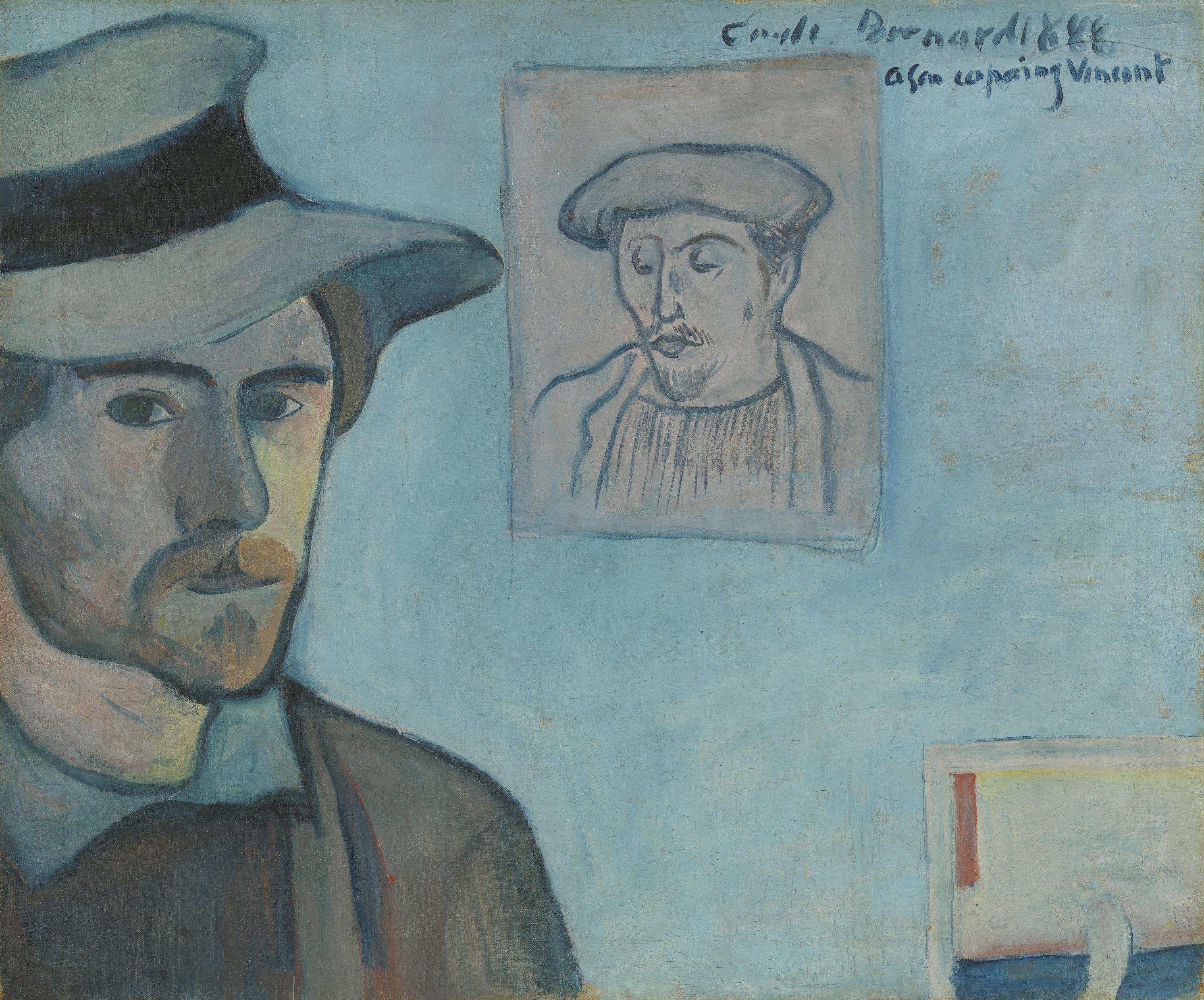
Émile Bernard, Autoportrait avec le portrait de Gauguin, 1888 – Musée Van-Gogh, Amsterdam.
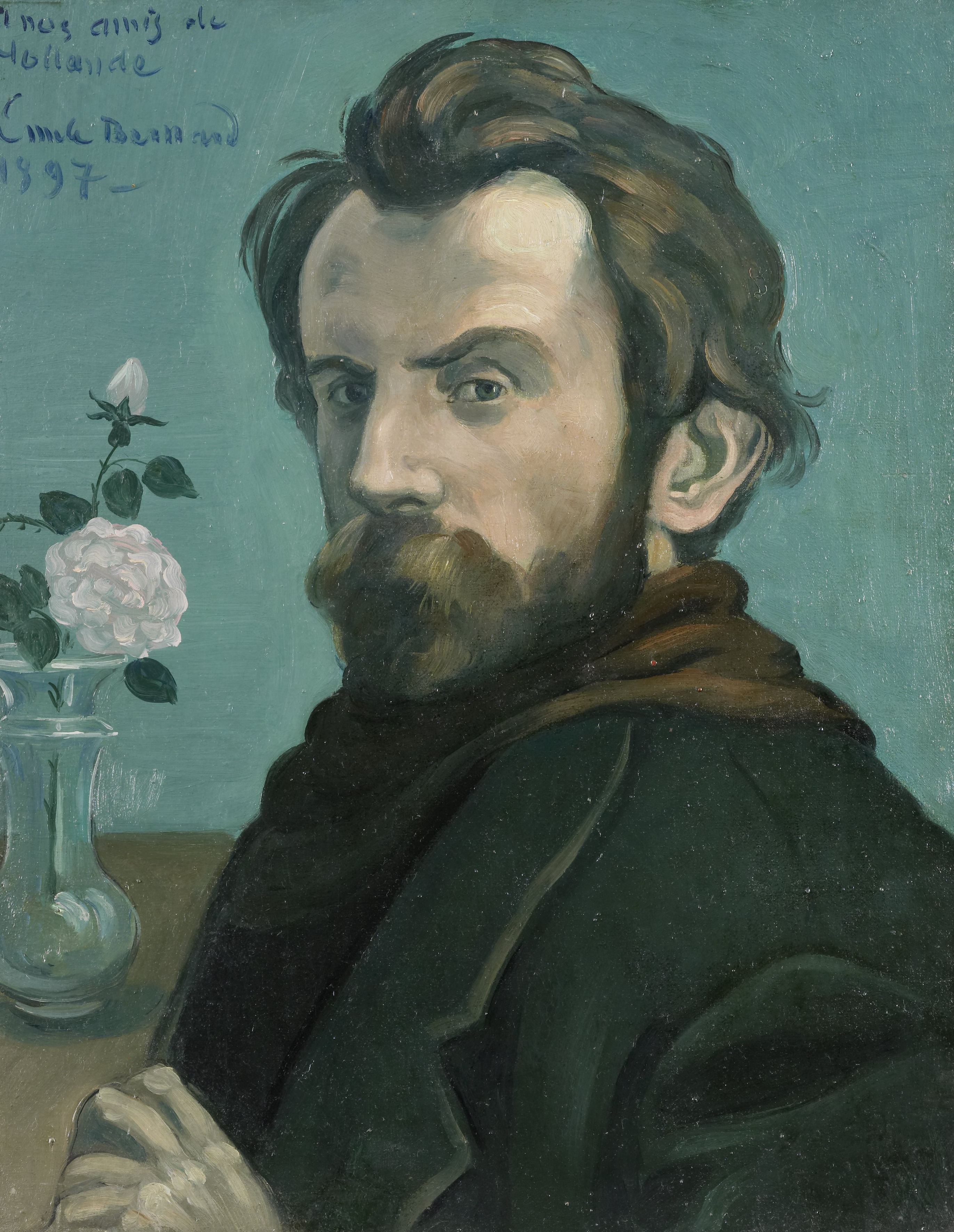
Émile Bernard, Autoportrait au vase de fleurs, 1897 – Rijksmuseum Amsterdam, Amsterdam.